# Álvaro Queipo de Llano y Fernández de Córdoba
Álvaro Queipo de Llano y Fernández de Córdoba (Madrid, 20 de mayo de 1864-Madrid, 1938) fue un político y abogado español.

## Biografía
Hijo de Francisco de Borja Queipo de Llano y Gayoso de los Cobos, VIII conde de Toreno y de María del Carmen Fernández de Córdoba y Álvarez de las Asturias Bohorquez, nació en Madrid el 20 de mayo de 1864..
Abogado, debutó como diputado en las Cortes de la Restauración, sustituyendo el escaño por el distrito de Cangas de Tineo de su difunto padre, también en 1890 heredaría el título de conde de Toreno de su progenitor. Resultaría de nuevo elegido diputado por Cangas de Tineo en las elecciones de 1891 y 1896.
En el 1888 se casò con doña María del Rosario Álvarez de las Asturias Bohorques y Ponce de León, XIII vizcondesa de Valoria e hija de los duques de Gor. El matrimonio tuvo quatro hijosː María del Carmen, María de la Consolacion,  María del Rosario y Francisco de Borja Queipo de Llano y Álvarez de las Asturias Bohórquez, X Conde de Toreno.
Entre julio de 1900 y marzo de 1901 desempeñó el cargo de gobernador civil de la provincia de Madrid. Resultó elegido diputado por el distrito de Castropol en las elecciones de 1903, 1905, y 1910.
A partir de 1910 fue senador por la provincia de Oviedo.
Falleció en Madrid en 1938.

## Títulos
- XI Vizconde de Valoria por matrimonio
- IX Conde de Toreno
- Grande de España de primera clase